# Mario Pérouse
Marius Marie Joseph Pérouse dit Mario Pérouse était un peintre français né à Clermont-Ferrand le 18 mai 1880 et mort dans cette même ville le 26 juin 1956. Il a participé à l'École de Murols.

## Biographie, bibliographie, iconographie

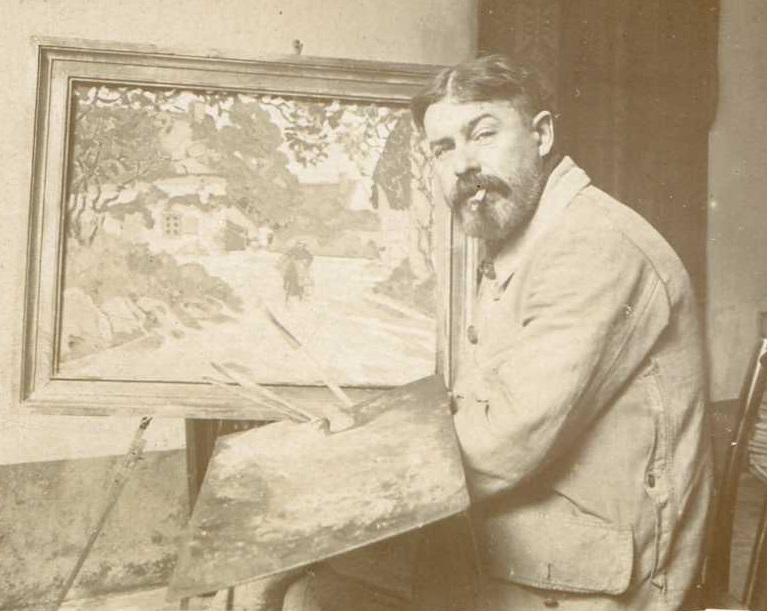
J. Mario Pérouse dans son atelier 4, rue de Serbie à Clermont-Ferrand en 1922. Sur le chevalet, une toile représentant Fréteix

J. Mario Pérouse naît le 18 mai 1880,rue Saint-Hérem à Clermont-Ferrand, cadet d'une famille de six enfants. «... tout jeune je faisais le désespoir de ma mère en barbouillant ses portes de caricatures informes.».
Les études
Obtient en 1898 son baccalauréat avec mention: Lettres-Philosophie. S'installe à Paris dans le quartier latin, s'inscrit en faculté de Droit et à l'École Spéciale des Langues Orientales Vivantes en "langue annamite". Rapidement, Mario Pérouse plus attiré par la peinture que par le Droit se rapproche du quartier des artistes et loge rue Delambre à Montparnasse; Fréquente les académies de la Grande Chaumière et Colarossi (où il fait la connaissance de Nicolas Dragoúmis).
Il rencontre ainsi Javier Gosé, Demétrios Galanis et Jacques Wély «... tous trois: illustrateurs et innovateurs surtout Gosé (japonisant averti) et Galanis, Grec de la nouvelle école et musicien très averti; Je dessine alors des femmes "élégantes" pour quelques journaux ...»; De J. Wély, il écrit: «... J'appris ainsi, tout en lui préparant des esquisses de toutes sortes, à composer, à laver une aquarelle, à traiter un pastel, etc... ». Il passe ses soirées rue Campagne-Première chez son ami Bernard Naudin «... avec qui je devins rapidement intime me dévoila les arcanes de la peinture à l'huile, ...» ce dernier lui fit connaitre Émile Bernard.
Muzillac (Morbihan)1909-1913
Après son inscription au Barreau de Paris, il achète en 1909 l'office de greffier de Justice de Paix à Muzillac. Il se lie d'amitié avec le peintre René-Juste:  «... avec qui je travaille vaguement et me donne quelques bons conseils ...».
Mario Pérouse expose ses œuvres à la galerie Sylvestre, rue Crébillon à Nantes et participe en 1909 au 3ème Salon de l'Union Artistique d'Auvergne à Clermont-Ferrand (aquarelles, gouaches, toiles et pyrogravures).
Le 7 août 1911, Mario Pérouse épouse Suzanne Le Bœuf à Muzillac, de cette union naît, Hélène, le 28 juillet 1912.
La famille quitte Muzillac en juin 1913 pour reprendre l'entreprise paternelle de distillation "Le Goudron Pérouse" à Clermont-Ferrand.
1914-1919
Marius Pérouse est mobilisé en 1914 au 305ème Régiment d'Infanterie de Riom comme instructeur au camp militaire de Bourg-Lastic; Est au front le 25 décembre 1914 à Soissons en tant que sous-lieutenant. Son courage sera récompensé par la croix de guerre. En 1916 dans la zone de combats de Berry-au-Bac, il retrouve Bernard Naudin puis Verdun dans le secteur du fort de Vaux et la route des Crêtes dans les Vosges. Malade et épuisé, il est soigné hors du front.
Le lieutenant Pérouse bénéficie en 1917 d'un congé de convalescence et arrive à Murol(s) dans le Puy-de-Dôme où il est accueilli par les fondateurs de l'École des Peintres de Murols: L'abbé Léon Boudal et le «maître» Victor Charreton inconditionnel des paysages de neige avec qui il restera en relation toute sa vie.
1919 à 1958
Mario Pérouse sillonne le Puy-de-Dôme pour peindre sur le vif les paysages où les lieux chargés d'histoire.
Il expose ses aquarelles et tableaux chaque année dans les salons et galeries clermontois mais également à Paris pour se faire connaitre. Il participe au Grand Palais à différents Salons entre 1920 et 1932, il accroche ses toiles dans les galeries Marguy, Balzac, Reitlinger, Siot-Decauville... L'État lui achète quatre tableaux [Vue d'Auzelles - Neige à Prompsat, Auvergne - Paysage d'Auvergne (Les Ballats) - Soleil du matin en janvier (Murols)].
En 1921 il réalise une "fresque" composée de quatre grands tableaux pour l'École Supérieure de Commerce de Clermont-Ferrand.
1922, il entre à l'Académie des sciences, belles-lettres et arts de Clermont-Ferrand et déclare comme profession: Artiste Peintre.
1923 Mario Pérouse écrit à son ami Ferdinand Brossel:  «mardi 30 octobre 1923   Prompsat par Davayat ... où j'ai loué une petite maison à l'année près du château de mon mécène Clémentel, ... ». Il y reçoit Armant Point «... c'est aussi beau et fort que Claude Lorrain, il m'a ouvert des horizons complètement nouveaux...».
Il pose son chevalet en Normandie dans différents villes au gré des déplacements de son beau-frère chez qui il séjourne régulièrement: Caen, Cherbourg (après le décès accidentel de sa fille «Ellen» en 1925) et surtout St-Germain-du-Corbéis (Orne).
Parcourt les bords de Seine, route des impressionnistes, notamment aux Andelys 1925. Il expose quelques toiles au Foyer des Artistes en compagnie de son ami Gilbert White.
1928 en Auvergne, il loue l'ancien couvent des Récollets à St-Amant-Tallende, non loin du château de la Tour-Fondue acheté par Victor Charreton.
Il rapporte des toiles de ses longs séjours sur la Côte d'Azur: Marseille, Toulon, Cannes, Le Cannet... 1927 et 1935

## Sources documentaires
- Archives de Mario Pérouse (notamment les coupures de journaux, cartons de vernissage, lettres reçues et divers documents) conservées dans sa famille.
- Archives Départementales du Puy-de-Dôme et du Morbihan.
- Mairies de Clermont-Ferrand et de Muzillac.
- Bibliothèque Communautaire et Universitaire(BCU) de Clermont-Ferrand.
- Musée d'art Roger-Quilliot (Biographie de J. Mario Pérouse) - Clermont-Ferrand
- Archives Nationales à Pierrefitte-sur-Seine
- Bibliothèque Forney, Hôtel de Sens - Paris.
- Institut National d'Histoire de l'Art (INHA) (collection Jacques Doucet) - Paris.
- Archives au Grand Palais des : Sté des Artistes Français, Sté des Artistes Indépendants, Sté du Salon d'Automne et Sté Nationale des Beaux-Arts - Paris.
- Service Historique de la Défense - Pavillon du Roi au château de Vincennes - cote 6YE11072.
- Journal des Marches et Opérations - Armée de Terre - 305e Régiment d'Infanterie - 25 décembre 1914
- L'Auvergne Littéraire et Artistique - Le Bulletin de la Vie Artistique - Le Journal des Débats - Le Petit Parisien - La Revue Moderne des Arts et de la Vie - L'Art et les Artistes - Le Gaulois - La Caricature - Le Petit Journal - L'Intransigeant - Comœdia sur gallica